# بلود راين (فلم)
بلود راين (بالإنجليزية: BloodRayne) هو فيلم حركة ورعب وفانتازيا تم انتاجه في ألمانيا والولايات المتحدة وصدر سنة 2005 بطولة كريستانا لوكن وميشيل رودريغز وبن كينغسلي ومايكل باري وهو مقتبس من سلسلة ألعاب تحمل نفس الاسم .

## القصة
في القرن الثامن عشر تعيش (راين) حياة غريبة، حيث أنها نصف بشرية، ونصف مصاصة دماء، فأمها امرأة عادية، ووالدها هو ملك مصاصي الدماء، تهرب (راين) من والدها أثناء أحد المهرجانات في (رومانيا) لتقابل كاهنا يخبرها بحقيقة أصلها، وبأن والدها كان قد اغتصب أمها لتحمل بها، فتقرر (ريان) الانتقام لوالدتها، وقتل والدها ملك مصاصي الدماء، وخلال رحلة الانتقام تتعرف على (فلاديمير)، و(سباستيان) اللذين يتزعمان مجموعة من صيادي مصاصي الدماء، فتقرر الانضمام إليهما بهدف الانتقام من والدها، ومع مرور الوقت تقع (راين) في حب (سباستيان) رفيقها في رحلتها .

## الميزانية والإيرادات
مثل اغلب أفلام ياو بول فشل الفيلم بعدما حقق قرابة 3.7 مليون دولار بينما كلف 25 مليون دولار.

## وصلات خارجية
- مقالات تستعمل روابط فنية بلا صلة مع ويكي بيانات

بلود راين على IMDb
بلود راين على AllMovie
بلود راين على Rotten Tomatos